# 國民政府 (挪威)
國民政府（挪威語：Den nasjonale regjering）或稱挪威國民政府、吉斯林政權，是第二次世界大戰期間，由時任挪威國防部長維德孔·奎斯林於1942年成立的法西斯主義政府。

## 歷史

### 歷史背景
1938年，隨著第二次世界大戰爆發，世界陷入戰爭的泥沼中，作為中立國的挪威王國自然也無法避免被波及的命運。德意志國入侵挪威的理由是，德意志與瑞典王國的貿易線保障，自阿道夫·希特勒領導的國家社會主義德意志工人黨（下稱納粹黨）政府上臺以來，在軍備與基礎建設上展開大規模擴建，在原物料短缺的情況下，德國與瑞典展開長期的合作貿易，瑞典向德國出口礦產及原物料，然而大部分的進口多為海運，如果同盟國入侵挪威或駐軍於丹麥王國與挪威，都有可能切斷德國與瑞典的貿易線，進而限制德國的原物料進口，而事實上，聯合王國確實有計畫於1940年入侵丹麥和挪威，並將計畫訂為R4計畫，主要目的就是切斷德國的海上貿易補給線。在這樣的狀態下，德國於1940年發動「威悉河演習行動」。

### 挪威政變
1940年4月9日上午4時15分，德國以保護中立國的丹麥與挪威，避免其被英國入侵為理由，發動威悉河演習行動，入侵丹麥與挪威。在入侵的當日，挪威王室（格呂克斯堡王朝）及政府官員被迫撤離奧斯陸至埃尔沃魯姆，維德孔·奎斯林在政府流亡後於晚上7點32分以視察參訪挪威廣播公司為理由，率領全國集會黨的成員闖入挪威廣播公司，發動政變，以廣播通告全國，由於約翰·尼高斯沃爾內閣流亡，全國集會黨將接管挪威政府權力，並宣佈自己為新總理，藉此奪權。
次日，德國外交官柯特·布勞爾前往埃尔沃魯姆拜訪挪威國王哈康七世，要求國王哈康七世返回奧斯陸並正式任命奎斯林為首相。布勞爾的要求被哈康七世所拒，哈康七世表示，由於挪威是君主立憲國家，任何決議都需要經過議會討論，而不是由國王親自執行。
對此，奎斯林發布逮捕令，試圖逮捕流亡的尼高斯沃爾內閣，並試圖控制由克里斯蒂安·韋爾黑文領導的挪威警察部隊，借此實際掌權，控制國內的武裝力量，但都以失敗告終。在政變的第六天後，奎斯林不得不承認政變的失敗，於4月16日宣布下臺，並將政權移交由挪威最高法院組成的「國家行政委員會」。

### 元首復辟
1940年4月24日，約瑟夫·特博文被指派成為挪威專員轄區的「帝國行政官」。6月10日，挪威全境淪陷，國家行政委員會與王室成員於倫敦成立挪威流亡政府，德國完全接管挪威。9月25日，特博文宣佈廢黜國王哈康七世和尼高斯沃爾內閣，禁止除全國集會黨以外的所有政黨，同時指派全國集會黨的成員成立「國務委員」，任命奎斯林為最高委員長，以此為奎斯林政府鋪路。
奎斯林在此期間，大力宣揚全國集會黨的政治理念，並在內政上加以改革，為此攏絡人心，包括勞動義務、勞動力市場改革、司法系統革新、重組警察機關以及在挪威經濟體制上引入國家社會主義理想。1941年9月25日，奎斯林領導的國務委員會屆滿一年，完善的改革與高效的執政，深得民心也受到德國的高度讚賞，奎斯林因此被特博文任命為「元首」。

### 正式成立
1941年，隨著奎斯林政府的成立，奎斯林以挪威元首的身份監管國王和議會的權力，但實際的控制權仍由帝國行政官在幕後主持。
1942年，經過德國兩年的鋪路，奎斯林政府在政治上與經濟上都有所改善，在這樣的背景下，奎斯林於1942年2月1日正式宣布成立挪威國民政府，定都奧斯陸。德國最初的想法是透過扶植的方式，建立如同斯洛伐克國的傀儡保護國，但在1942年，德國保留了特博文的帝國行政官職務，使奎斯林政府的獨立性備受質疑。然而奎斯林政府的態度則認為，挪威國民政府的成立，代表著挪威將走向一個獨立的國家社會主義國家。

### 投降解散
1945年，隨著第二次世界大戰歐洲戰場的結束，奎斯林政府也岌岌可危。1945年5月，挪威仍處於挪威國民政府的統治下，但奎斯林和他的大多數內閣成員於5月9日（德國投降後的第二天）宣佈投降，挪威國民政府解散。新的挪威政府於8月20日以多項罪名將他起訴，進行審判；奎斯林於9月10日被定罪，並於1945年10月24日被處決。

## 政治

### 內閣成員
1942年奎斯林政府的內閣成員：

艾溫德·布萊爾                       （貿易部長兼供應部長）

索爾斯坦·弗雷瑟姆                   （農業部長）

羅爾夫·約爾根·福格萊桑    （黨務部長）

阿爾伯特·維爾賈姆·哈格林（內政部長）

托莫德·胡斯塔德                 （勞動部長）

    （航運部長）

喬納斯·賴伊                                        （警察部長）

約翰·安德烈亞斯·利佩斯塔德                   （社會事務部長）

古爾布蘭德·倫德                           （文化部長）

弗雷德里克·普里茨                       （財政部長）

斯維爾·里斯奈斯               （司法部長）

拉格納·斯坎克                     （教會與教育事務部長）

阿克塞爾·海伯格·斯坦 （勞工服務和體育部長）

### 政治理想

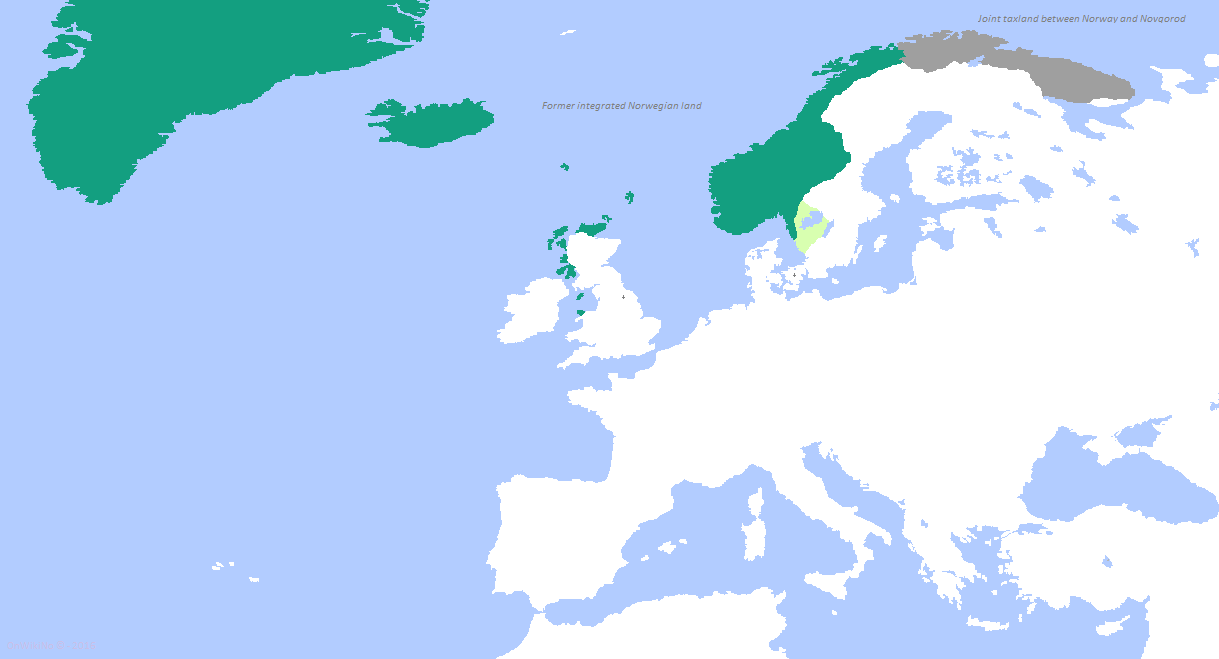
全盛時期的挪威

挪威國民政府在內政上以國家社會主義的治國方式管理國家，一方面擴大國家公權力；一方面發展社會建設，達到富強的目的。此外，對外的政治理想則主張恢復古挪威的光輝，旨在恢復昔日的挪威榮光。在歷史上，中世紀盛期的挪威被稱為「Norgesveldet」，是挪威史上最強盛的時候，在此期間，挪威領土比當今的挪威來的更大，奎斯林以此為號召，並設想透過吞併科拉半島及來擴大挪威的版圖，從而建立一個橫跨整個北歐海岸線的大挪威。 

## 延伸閱讀
- Andenaes, Johs. Norway and the Second World War (1966)
- Dahl, Hans Fredrik. Quisling: a study in treachery (Cambridge University Press, 1999)
- Mann, Chris. British Policy and Strategy Towards Norway, 1941–45 (Palgrave Macmillan, 2012)
- Riste, Olav, and Berit Nøkleby. Norway 1940–45: the resistance movement (Tanum, 1970)
- Vigness, Paul Gerhardt. The German Occupation of Norway (Vantage Press, 1970)